# صفر ایرانپاک
صفر ایرانپاک (۲ دی ۱۳۲۵  – ۱۱ بهمن ۱۳۸۷) بازیکن سابق تیم ملی فوتبال ایران و باشگاه‌های پرسپولیس و شاهین اهواز بود. او رکورددار گلزنی در شهرآورد تهران است و هفت گل برای پرسپولیس به ثمر رسانده‌است. او در ۱۱ بهمن ۱۳۸۷ در سن ۶۲ سالگی بر اثر ابتلا به سرطان ریه در سوئد درگذشت و پیکرش در بهشت‌‌آباد اهواز به خاک سپرده شد.

## پرسپولیس
نخستین گل او برای پرسپولیس در جریان بازی با افسر در هفته اول مسابقات جام باشگاه‌های تهران در ۱۱ بهمن ۱۳۴۹ زده شد. چهار روز بعد در هفته دوم او دروازه قصر یخ را گشود. در هفته سوم سه بار دروازه آرارات را باز کرد و بعد از آن دروازه دیهیم را گشود. او دروازه تاج را در دقیقه نود گشود و همچنین در هفته آخر در مقابل گارد چهار گل به ثمر رساند. او در پایان فصل با ۱۵ گل آقای گل جام باشگاه‌های تهران شد. او اولین گلزن ایرانی ورزشگاه آزادی تهران در ۲۷ اسفند ۱۳۵۰ بود که با ضربه پنالتی دروازه تیم کروزیرو را گشود.

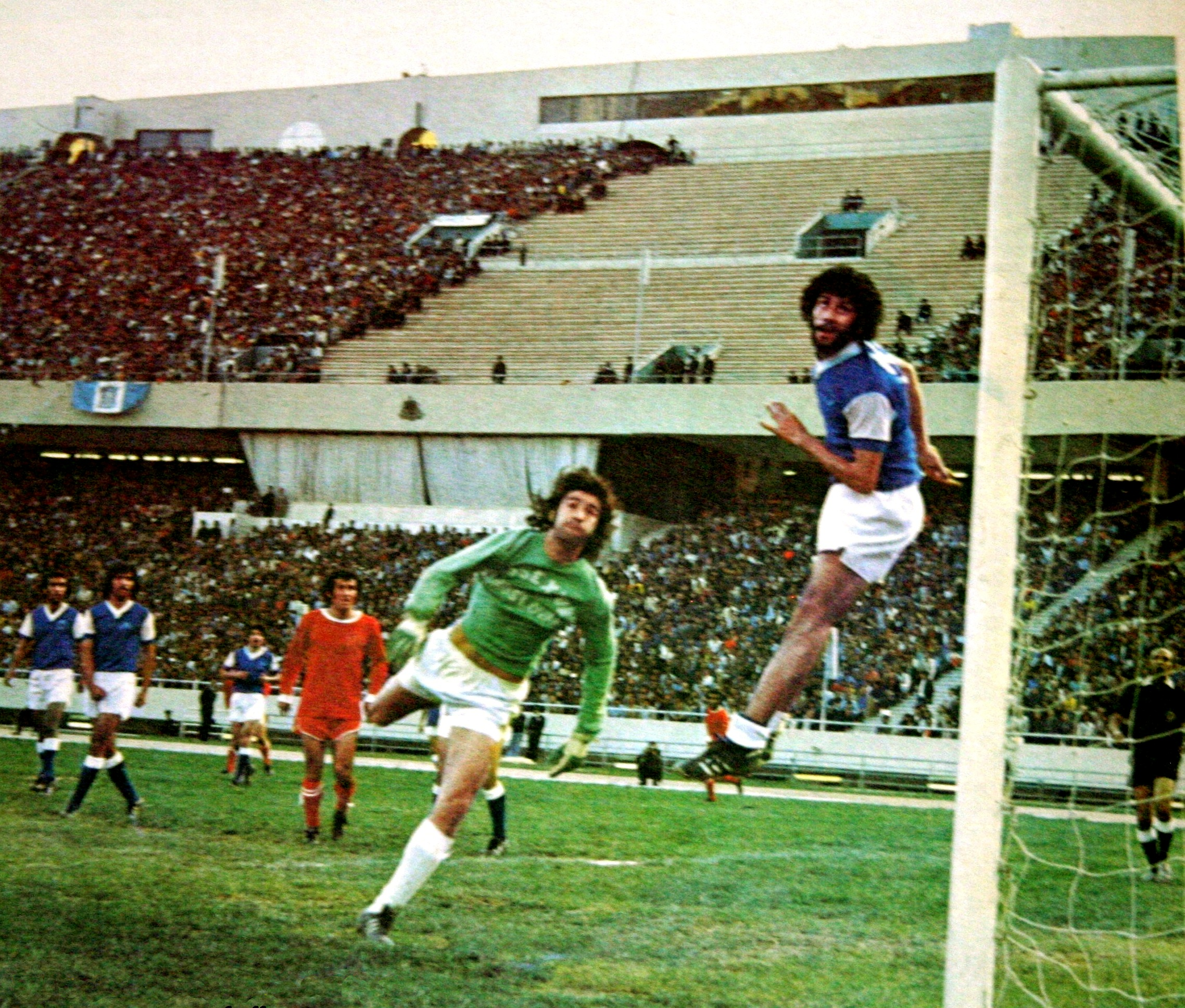
ایرانپاک در حال بازی برای پرسپولیس

ایرانپاک در سال ۱۳۵۰ آقای گل لیگ باشگاه‌های ایران با به ثمر رساندن دوازده گل در چهارده مسابقه برای تیم پرسپولیس شد.او بهترین گلزن در شهرآورد تهران (پرسپولیس-استقلال) بوده و در دوازده بازی موفق به زدن هفت گل شده‌است.
او در ۹ تیر ۱۳۵۱ در جریان دیدار دوستانه منتخب تهران و بایرن مونیخ که با پیروزی شش بر دو تیم منتخب به پایان رسید، یک گل به ثمر رساند. همچنین در ۲۱ بهمن ۱۳۵۱ در بازی دوستانه برابر اسپارتا پراگ نیز یک گل به ثمر رساند.

## گل‌های ملی
| شماره | تاریخ            | میزبان   | حریف       | نتیجه | رقابت                |
| ----- | ---------------- | -------- | ---------- | ----- | -------------------- |
| ۱     | ۱۷ اردیبهشت ۱۳۵۱ | بانکوک   | جمهوری خمر | ۲–۰   | جام ملت‌های آسیا ۱۹۷۲ |
| ۲     | ۲۶ اردیبهشت ۱۳۵۱ | بانکوک   | جمهوری خمر | ۲–۱   | جام ملت‌های آسیا ۱۹۷۲ |
| ۳     | ۱۳ خرداد ۱۳۵۱    | راولپندی | کره شمالی  | ۲–۰   | مقدماتی المپیک ۱۹۷۲  |